# Hoya curtisii
Hoya curtisii är en oleanderväxtart som beskrevs av George King och Gamble. Hoya curtisii ingår i släktet Hoya och familjen oleanderväxter. Inga underarter finns listade i Catalogue of Life.